# Rabagão
Der Rabagão ist ein Fluss in Portugal mit 37 Kilometer Länge. Das Einzugsgebiet umfasst ein Gebiet von circa 246 km². Er mündet von links in den Cávado.

## Wasserkraftwerke und Stauseen
Flussabwärts gesehen wird der Rabagão durch die folgenden Wasserkraftwerke aufgestaut:
| Talsperre    | Betreiber | Max. Leistung (MW) | Stausee      | Oberfläche (km²) | Volumen (Mio. m³) |
| ------------ | --------- | ------------------ | ------------ | ---------------- | ----------------- |
| Alto Rabagão | EDP       | 68                 | Alto Rabagão | 22,12            | 568,69            |
| Venda Nova   | EDP       | 1.030              | Venda Nova   | 4                | 94,5              |